# Wymarzony kawaler
Wymarzony kawaler (ang. Making Mr. Right) – amerykański komediodramat z 2008 roku w reżyserii Paula Foxa. Wyprodukowany przez Johnson Production Group, Eddie Productions, Ignite Entertainment i Insight Film Studios.

## Opis fabuły
Redaktorka poczytnego pisma Hallie Galloway (Christina Cox) ma wyłonić dziesięciu najbardziej pożądanych kawalerów w mieście. Zakłada się ze swoją przyjaciółką, że sama wykreuje zwycięzcę, zmieniając przeciętnego faceta w ucieleśnienie marzeń kobiet. Jej kandydatem zostaje Eddie (Dean Cain).

## Obsada
- Dean Cain jako Eddie
- Christina Cox jako Hallie Galloway
- David Lewis jako Bobby
- Jocelyne Loewen jako Christine
- Greg Rogers jako Angelo
- Tom Butler jako Paul Gottman
- Michael Karl Richards jako Sean
- Michael Daingerfield jako George

i inni